# Óliver Morazán
Óliver David Morazán Torres (El Porvenir, Francisco Morazán, 5 de enero de 1988) es un futbolista hondureño. Juega de centrocampista defensivo y su equipo actual es el Vida de la Liga Nacional de Honduras.

## Trayectoria
Óliver Morazán nació y creció en El Porvenir, a una hora de la ciudad de Tegucigalpa. Durante su infancia y adolescencia se dedicó a la agricultura y el ganado, ayudando a su padre en estas labores. 
A la edad de 20 años fue a probar suerte con las reservas del Club Deportivo Olimpia, y para su fortuna, logró convencer en el equipo capitalino.
Estuvo dos años en el equipo de segunda división de Olimpia. Fue hasta en 2011 que fue promovido al equipo de la Liga Nacional de Honduras, por pedido del entrenador argentino Danilo Javier Tosello. 
Debutó internacionalmente en un partido oficial correspondiente a la Concacaf Liga Campeones el 28 de julio de 2011, en la derrota de Olimpia ante Santos Laguna por 3-1. 
El 17 de diciembre de 2011 se adjudicó su primer título con la camisa del Olimpia luego de vencer a Real España por 2-0.
Para el Torneo Clausura 2013 fue cedido en calidad de préstamo al Deportes Savio. En este equipo logró jugar por dos torneos continuos, pero para el Clausura 2014 regresó al Olimpia y ese mismo torneo fue campeón de la Liga Nacional de Honduras derrotando al Marathón. 
El 29 de agosto de 2014 le anotó un gol al Alpha United de Guyana por la Concacaf Liga Campeones 2014-15.

## Selección nacional
Ha sido internacional con la Selección de fútbol de Honduras, siendo reclutado por primera vez en 2015. La convocatoria fue para dos partidos amistosos contra Guatemala y Sudáfrica.

## Clubes
| Club           | País     | Año             |
| -------------- | -------- | --------------- |
| Olimpia        | Honduras | 2009 - 2012     |
| Deportes Savio | Honduras | 2013            |
| Olimpia        | Honduras | 2014 - 2017     |
| Juticalpa      | Honduras | 2017 - 2019     |
| Real Sociedad  | Honduras | 2020            |
| Vida           | Honduras | 2021 - 2022     |
| Lobos UPNFM    | Honduras | 2022 - Presente |

## Estadísticas
| Club                    | Temporada           | Liga | Liga | Copa Nacional | Copa Nacional | Copa Internacional | Copa Internacional | Total | Total |
| Club                    | Temporada           | PJ   | G    | PJ            | G             | PJ                 | G                  | PJ    | G     |
| ----------------------- | ------------------- | ---- | ---- | ------------- | ------------- | ------------------ | ------------------ | ----- | ----- |
| Olimpia Honduras        |                     |      |      |               |               |                    |                    |       |       |
| 2011/12                 | 7                   | 0    | -    | -             | 1             | 0                  | 8                  | 0     |       |
| A-2012                  | 2                   | 0    | -    | -             | -             | -                  | 2                  | 0     |       |
| Total                   | 9                   | 0    | -    | -             | 1             | 0                  | 11                 | 0     |       |
| Deportes Savio Honduras |                     |      |      |               |               |                    |                    |       |       |
| C-2013                  | 19                  | 0    | -    | -             | -             | -                  | 19                 | 0     |       |
| A-2013                  | 20                  | 0    | -    | -             | -             | -                  | 20                 | 0     |       |
| Total                   | 39                  | 0    | 0    | 0             | 0             | 0                  | 39                 | 0     |       |
| Olimpia Honduras        |                     |      |      |               |               |                    |                    |       |       |
| C-2014                  | 10                  | 0    | -    | -             | -             | -                  | 10                 | 0     |       |
| 2014/15                 | 35                  | 0    | 6    | 0             | 5             | 1                  | 46                 | 1     |       |
| 2015/16                 | 33                  | 0    | 0    | 0             | 2             | 0                  | 35                 | 0     |       |
| 2016/17                 | 7                   | 0    | 0    | 0             | 2             | 0                  | 9                  | 0     |       |
| Total                   | 85                  | 0    | 6    | 0             | 9             | 1                  | 100                | 1     |       |
| Juticalpa Honduras      |                     |      |      |               |               |                    |                    |       |       |
| C-2017                  | 15                  | 0    | -    | -             | -             | -                  | 15                 | 0     |       |
| 2017/18                 | 26                  | 1    | -    | -             | -             | -                  | 26                 | 1     |       |
| 2018/19                 | 30                  | 1    | -    | -             | -             | -                  | 30                 | 1     |       |
| Total                   | 71                  | 2    | 0    | 0             | 0             | 0                  | 71                 | 2     |       |
| Real Sociedad Honduras  |                     |      |      |               |               |                    |                    |       |       |
| 2019/20                 | 3                   | 0    | -    | -             | -             | -                  | 3                  | 0     |       |
| 2020/21                 | 14                  | 3    | -    | -             | -             | -                  | 14                 | 3     |       |
| Total                   | 17                  | 3    | 0    | 0             | 0             | 0                  | 17                 | 3     |       |
| Total en su carrera     | Total en su carrera | 221  | 5    | 6             | 0             | 10                 | 1                  | 237   | 6     |

## Palmarés

### Campeonatos nacionales
| Título               | Club    | País     | Año  |
| -------------------- | ------- | -------- | ---- |
| Apertura 2011        | Olimpia | Honduras | 2011 |
| Clausura 2012        | Olimpia | Honduras | 2012 |
| Apertura 2012        | Olimpia | Honduras | 2012 |
| Clausura 2014        | Olimpia | Honduras | 2014 |
| Supercopa (Clausura) | Olimpia | Honduras | 2014 |
| Copa de Honduras     | Olimpia | Honduras | 2015 |
| Clausura 2015        | Olimpia | Honduras | 2015 |

### Campeonatos internacionales
| Título               | Club                  | País   | Año  |
| -------------------- | --------------------- | ------ | ---- |
| Copa Centroamericana | Selección de Honduras | Panamá | 2017 |